# Włodawa (gmina wiejska)
Włodawa – gmina wiejska w województwie lubelskim, w powiecie włodawskim. W latach 1975–1998 gmina położona była w województwie chełmskim.
Siedziba gminy to Włodawa (dawniej Szuminka). Gmina składa się z dwóch połaci (północnej i południowej), przedzielonych obszarem miasta Włodawy, stanowiącego odrębną gminę miejską.
Według danych z 30 czerwca 2004 gminę zamieszkiwały 5984 osoby. W 2013 było to 6040 osób.
Za Królestwa Polskiego gmina należała do powiatu włodawskiego w guberni siedleckiej. 13 stycznia 1870 do gminy przyłączono pozbawiony praw miejskich Orchówek.

## Ochrona przyrody
Na obszarze gminy znajdują się następujące rezerwaty przyrody:
- częściowo rezerwat przyrody Żółwiowe Błota – chroni najliczniejsze w kraju stanowiska lęgowe żółwia błotnego oraz wielu chronionych rzadkich gatunków zwierząt, a także wielu rzadkich zagrożonych zespołów i gatunków roślin;
- rezerwat przyrody Jezioro Orchowe – chroni jezioro oraz otaczające je torfowisko z unikatową florą naczyniową;
- rezerwat przyrody Magazyn – chroni w stanie niezmienionym bagna ze stagnującą wodą i unikatową roślinnością;
- częściowo rezerwat przyrody Trzy Jeziora – chroni część obszaru Polesia z rzadkimi i chronionymi gatunkami roślin i zwierząt.

## Struktura powierzchni
Według danych z roku 2002 gmina Włodawa ma obszar 243,75 km², w tym:
- użytki rolne: 37%
- użytki leśne: 47%

Gmina stanowi 19,4% powierzchni powiatu.

## Demografia

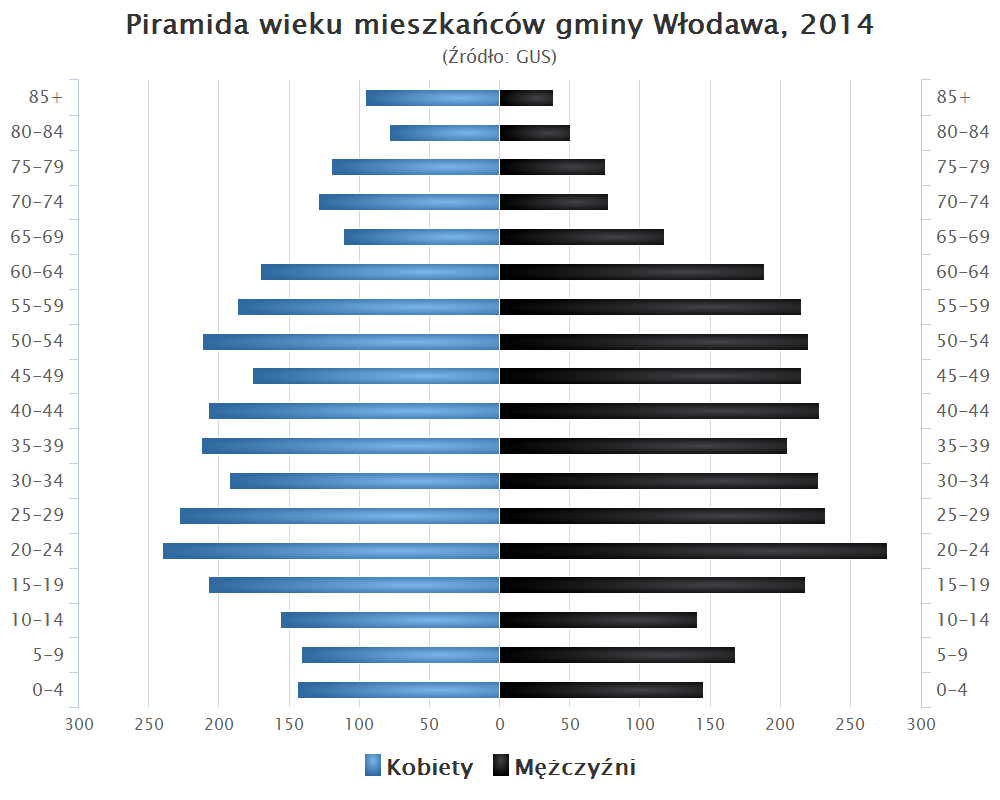
Piramida wieku mieszkańców gminy Włodawa w 2014 roku

Dane z 31 grudnia 2017 roku:
| Opis                              | Ogółem | Ogółem | Kobiety | Kobiety | Mężczyźni | Mężczyźni |
| --------------------------------- | ------ | ------ | ------- | ------- | --------- | --------- |
| jednostka                         | osób   | %      | osób    | %       | osób      | %         |
| populacja                         | 6 058  | 100    | 3 000   | 49,5    | 3 058     | 50,5      |
| gęstość zaludnienia (mieszk./km²) | 25     | 25     | 12      | 12      | 13        | 13        |

## Sołectwa
Korolówka, Korolówka-Kolonia, Korolówka-Osada, Krasówka, Luta, Okuninka, Orchówek, Różanka, Sobibór (sołectwa: Sobibór-Stacja i Sobibór-Wieś), Stawki, Suszno, Szuminka, Wołczyny, Żłobek, Żuków

## Pozostałe miejscowości
Adamki, Połód, Żłobek Mały.

## Sąsiednie gminy
Hanna, Hańsk, Włodawa (miasto), Wola Uhruska, Wyryki. Gmina sąsiaduje z Białorusią (sielsowiet Tomaszówka w rejonie brzeskim obwodu brzeskiego) i Ukrainą (silska rada Pulmo w rejonie szackim obwodu wołyńskiego).